# Discographie de Nolwenn Leroy
La discographie de la chanteuse française Nolwenn Leroy compte huit albums studio (dont deux de reprises), ainsi que deux albums live. 

## Albums studio
| Année | Album                  | Classement des ventes | Classement des ventes | Classement des ventes | Classement des ventes | Classement des ventes | Classement des ventes | Classement des ventes | Classement des ventes | Classement des ventes | Classement des ventes | Ventes    | Certifications                        |
| Année | Album                  | France                | France TL             | Belgique              | Suisse                | Allemagne             | Québec                | États-Unis            | Corée du Sud          | Corée du Sud (INT)    | Monde                 | Ventes    | Certifications                        |
| ----- | ---------------------- | --------------------- | --------------------- | --------------------- | --------------------- | --------------------- | --------------------- | --------------------- | --------------------- | --------------------- | --------------------- | --------- | ------------------------------------- |
| 2003  | Nolwenn                | 1                     |                       | 1                     | 2                     | —                     | —                     | —                     | —                     | —                     | —                     | 700 000   | Platine · Or                          |
| 2005  | Histoires Naturelles   | 3                     | 2                     | 7                     | 44                    | —                     | —                     | —                     | —                     | —                     | —                     | 500 000   | : Platine · : Or                      |
| 2009  | Le Cheshire Cat et moi | 26                    | 5                     | 32                    | —                     | —                     | —                     | —                     | —                     | —                     | —                     | 50 000    |                                       |
| 2010  | Bretonne               | 1                     | 1                     | 1                     | 20                    | 13                    | 9                     | 10                    | 34                    | 9                     | 25                    | 1 500 000 | 2 × Diamant · : Or · Export : Platine |
| 2012  | Ô filles de l’eau      | 4                     | 5                     | 5                     | 35                    | 60                    | —                     | —                     | —                     | —                     | —                     | 400 000   | 3 × Platine                           |
| 2017  | Gemme                  | 3                     | 2                     | 3                     | 15                    | —                     | —                     | —                     | —                     | —                     | —                     | 100 000   | Or                                    |
| 2018  | Folk                   | 6                     | 6                     | 5                     | 28                    | —                     | —                     | —                     | —                     | —                     | —                     | 80 000    | Or                                    |
| 2021  | La cavale              | 8                     | 8                     | 7                     | 45                    | —                     | —                     | —                     | —                     | —                     | —                     | 40 000    |                                       |

## Albums live
| Année | Album                     | Classement des ventes | Classement des ventes | Classement des ventes | Classement des ventes | Classement des ventes | Certification |
| Année | Album                     | France                | France TL             | Belgique              | Suisse                | Allemagne             | Certification |
| ----- | ------------------------- | --------------------- | --------------------- | --------------------- | --------------------- | --------------------- | ------------- |
| 2007  | Histoires Naturelles Tour | 25                    | 26                    | 21                    | —                     | —                     | —             |
| 2014  | Ô Tour de l'eau           | 26                    | 56                    | 36                    | —                     | —                     | —             |

## Singles
| Année                  | Single                               | Classement des ventes | Classement des ventes | Classement des ventes | Classement des ventes | Certification     | Album                     |
| Année                  | Single                               | France                | France TL             | Belgique              | Suisse                | Certification     | Album                     |
| ---------------------- | ------------------------------------ | --------------------- | --------------------- | --------------------- | --------------------- | ----------------- | ------------------------- |
| 2003                   | Cassé                                | 1                     |                       | 1                     | 4                     | —                 | Nolwenn                   |
| 2003                   | Une femme cachée                     | 40                    |                       | 23                    | 78                    | —                 | Nolwenn                   |
| 2003                   | Suivre une étoile                    | 12                    |                       | 24                    | 44                    | —                 | Nolwenn                   |
| 2004                   | Inévitablement                       | 31                    |                       | 26                    | —                     | —                 | Nolwenn                   |
| 2005                   | Nolwenn Ohwo !                       | 1                     | 5                     | 3                     | 29                    | —                 | Histoires Naturelles      |
| 2006                   | Histoire Naturelle                   | 30                    | —                     | 39                    | —                     | —                 | Histoires Naturelles      |
| 2006                   | Mon ange                             | —                     | 14                    | —                     | —                     | —                 | Histoires Naturelles      |
| 2006                   | J'aimais tant l'aimer                | —                     | —                     | —                     | —                     | —                 | Histoires Naturelles      |
| 2007                   | Reste encore                         | —                     | —                     | —                     | —                     | —                 | Histoires Naturelles      |
| 2009                   | Faut il, Faut il pas ?               | —                     | —                     | —                     | —                     | —                 | Le Cheshire Cat et moi    |
| 2010                   | Textile schizophrénie                | —                     | —                     | —                     | —                     | —                 | Le Cheshire Cat et moi    |
| 2010                   | Suite Sudarmoricaine                 | —                     | —                     | —                     | —                     | —                 | Bretonne                  |
| 2010                   | Mná na h-Éireann                     | —                     | —                     | —                     | —                     | —                 | Bretonne                  |
| 2010                   | La jument de Michao                  | 36                    | 34                    | 13                    | —                     | —                 | Bretonne                  |
| 2011                   | Tri martolod                         | 51                    | 48                    | 29                    | —                     | —                 | Bretonne                  |
| 2011                   | Brest                                | —                     | —                     | 42                    | —                     | —                 | Bretonne                  |
| 2011                   | Moonlight Shadow                     | 48                    | 48                    | 32                    | —                     | —                 | Bretonne : Édition Deluxe |
| 2012                   |                                      |                       |                       |                       |                       |                   |                           |
| Juste pour me souvenir | 43                                   | 43                    | 13                    | —                     | —                     | Ô filles de l’eau |                           |
| 2013                   | Sixième continent                    | —                     | —                     | —                     | —                     | Ô filles de l’eau | —                         |
| 2013                   | J'ai volé le lit de la mer           | —                     | —                     | —                     | —                     | Ô filles de l’eau | —                         |
| 2017                   | Gemme                                | 28                    | 28                    | —                     | —                     | —                 | Gemme                     |
| 2017                   | Trace ton chemin                     | —                     | —                     | —                     | —                     | —                 | Gemme                     |
| 2018                   | So Far Away From L.A.                | 51                    | 51                    | —                     | —                     | —                 | Folk                      |
| 2018                   | Je t'aimais, je t'aime, je t'aimerai | 58                    | 58                    | —                     | —                     | —                 | Folk                      |
| 2021                   | Brésil, Finistère                    |                       |                       | 45                    | —                     | —                 | La Cavale                 |
| 2021                   | Loin                                 |                       |                       | —                     | —                     | —                 | La Cavale                 |
| 2022                   | La houle                             |                       |                       | —                     | —                     | —                 | La Cavale                 |

### Autres chansons classées
| Année | Single             | Classement des ventes | Album |
| Année | Single             | France                | Album |
| ----- | ------------------ | --------------------- | ----- |
| 2017  | Bien plus précieux | 91                    | Gemme |
| 2017  | Ce que je suis     | 95                    | Gemme |

## DVD
| Année | DVD                       | Classement des ventes | Classement des ventes | Ventes | Certification |
| Année | DVD                       | France                | Belgique ,            | Ventes | Certification |
| ----- | ------------------------- | --------------------- | --------------------- | ------ | ------------- |
| 2007  | Histoires Naturelles Tour | 3                     | 3                     | 22 000 |               |
| 2014  | Ô Tour de l'eau           | 6                     | 9                     | 6 000  |               |

## Clips
- 2003 : Cassé, Paul Ritter
- 2003 : Une femme cachée, Jean Sacuto
- 2003 : Suivre une étoile, Yves Bottalico
- 2004 : Inévitablement, Marc Ballif
- 2004 : Le dernier mot (Québec), Jean-François Filon
- 2005 : Nolwenn Ohwo !, Julien Tousselier
- 2006 : Histoire Naturelle, Sébastien Caudron
- 2006 : Mon ange, Sébastien Caudron
- 2006 : J'aimais tant l'aimer
- 2007 : Reste encore
- 2009 : Faut-il, faut-il pas ?, Woodkid[29]
- 2010 : Mná na h-Éireann, Mark Maggiori[30]
- 2010 : La Jument de Michao, Mark Maggiori[31]
- 2011 : Tri Martolod, Mark Maggiori
- 2012 : Juste pour me souvenir, Carole Mathieu Castelli
- 2013 : Sixième Continent, Yor
- 2017 : Gemme
- 2021 : Brésil, Finistère

## Bandes originales de films
- 2012 : Die Wanderhure - Best Of[32]
- 2014 : Le Chant de la mer (Original Motion Picture Soundtrack)[33]

## Participations
- 2002 : Star Academy chante Michel Berger
- 2002 : Star Academy fait sa boum
- 2003 : Live - Star Academy (Like a Prayer et All Night Long en solo)
- 2003 : L'Hymne à la Môme - collectif en hommage à Édith Piaf (L'Hymne à l'amour, C'est à Hambourg)
- 2004 : Comédies Humaines - Daniel Lavoie (Bénies soient les femmes)
- 2004 : Le Cœur des Femmes - Association Laurette Fugain : 4 titres (Je t'aimais, je t'aime et je t'aimerai, La chanson des vieux amants, Je te donne et Chante)
- 2004 : Bon Anniversaire Charles ! - 80 ans de Charles Aznavour (au profit de la lutte contre le cancer) : 2 titres (Désormais en trio avec Liane Foly et Isabelle Boulay ainsi que La plus belle pour aller danser en duo avec Stomy Bugsy)
- 2004 : Chantons ensemble contre le sida, 10 ans (Tu es le soleil de ma vie en duo avec Corneille et Donner pour donner en hommage à Line Renaud)
- 2005 : Chanter qu'on les aime - collectif (au profit de l'association AMADE), chanson écrite par Corneille
- 2005 : Et puis la terre - collectif (au profit des victimes du Tsunami), chanson écrite par Patrick Bruel
- 2005 : Solidarité Asie - collectif, au profit d'Action contre la faim (Suivre une étoile)
- 2005 : Déjà Musique Vol. 1 et 2 - compilations (Say It Ain't So, Joe de Murray Head et Le Dernier Mot - Jure moi)
- 2006 : Le Village des Enfoirés - (Le Temps qui court, trois medleys et Con te partirò en trio avec Patrick Bruel et Amel Bent)
- 2006 : La Septième Vague - Laurent Voulzy (chœurs)
- 2006 : Olympia 06 (Live) - Grégory Lemarchal (Même si (What You're Made of) en duo)
- 2006 : Le secret du vieux coquillage blanc - collectif (Gwenola dans un conte celtique écrit et composé par Christophe Coppalle aux côtés du groupe Tri Yann)
- 2007 : La Caravane des Enfoirés (trois medleys ainsi qu'un trio et chansons collectives + violon sur J't’emmène au vent)
- 2007 : Songbook Histoires Naturelles (Éditions Capte Note - Planète Partitions)
- 2008 : Aznavour et ses amis à l'opéra Garnier - Charles Aznavour, au profit des enfants d’Arménie (Ave Maria)
- 2008 : Rendez vous - Nikos Aliagas & Friends (La nuit je mens en duo avec Nikos Aliagas)
- 2008 : Les Secrets des Enfoirés (Black horse and the cherry tree (avec Julie Zenatti), Double Je, Je n’ai pas changé, Fous ta cagoule et chansons collectives)
- 2009 : Les Enfoirés font leur cinéma (Toi + Moi, La fleur aux dents, Marche à l'ombre, Love is gone avec Patrick Fiori, J'ai la musique en moi et chansons collectives)
- 2010 : Urgence Haïti - Faut-il, faut-il pas ? (au profit d'Action contre la faim)
- 2010 : Les Enfoirés... la Crise de nerfs (À la campagne avec Renan Luce, Tu m'oublieras avec Patrick Bruel, Ma révolution avec Garou et chansons collectives)
- 2011 : Libres de Chanter pour Paroles de Femmes (Aline)
- 2011 : Dans l'œil des Enfoirés (L'assasymphonie, Un jour de plus au paradis et 3 medleys)
- 2011 : Lys & Love - Laurent Voulzy : chœurs (En regardant vers le pays de France)
- 2011 : Des ricochets - Collectif Paris Africa
- 2012 : Le Bal des Enfoirés (French Cancan (monsieur sainte Nitouche) avec Amel Bent, Without You, L’Horloge tourne et chansons collectives)
- 2013 : La Boîte à musique des Enfoirés (Attention au départ, Jeanne, New York avec toi, Faut que j'me tire ailleurs et deux tableaux)
- 2013 : 40th Anniversary Olympia 2012 - Alan Stivell (Brian Boru et Bro gozh ma zadoù)
- 2013 : Piaf (Tribute, 50 ans après la mort d'Édith Piaf) : La foule en duo avec Zaz et Non je ne regrette rien en solo
- 2013 : Héros - Eddy Mitchell (La complainte du phoque en Alaska en duo)
- 2013 : Le Soldat Rose 2 (Bleu, dans le rôle de Made in Asia)
- 2013 : We Love Disney (Pinocchio : Quand on prie la bonne étoile)
- 2014 : Bon anniversaire les Enfoirés (On ira avec Christophe Willem, Jean-Jacques Goldman, Marc Lavoine, MC Solaar ; Beau Malheur en duo avec Zaz, Laissez-nous chanter, et chansons collectives)
- 2014 : La Bande à Renaud (La ballade nord-irlandaise en solo et Dès que le vent soufflera en collégiale)
- 2014 : La Bande à Renaud, volume 2 (J'ai la vie qui m'pique les yeux)
- 2014 : Kiss & Love - Sidaction (Lucie en duo avec Francis Cabrel)
- 2014 : We Love Disney 2 (La Belle au bois dormant : J'en ai rêvé)
- 2014 : Le chemin de Pierre pour la fondation Abbé Pierre
- 2016 : Un enfant assis attend la pluie sur l'album Balavoine(s)
- 2017 : Elles & Barbara (Dis, quand reviendras-tu ?)